# サザナミハギ属
サザナミハギ属(学名：Ctenochaetus)は、ニザダイ科の属の一つ。インド太平洋地域に分布し、歯は小さく毛状になっている。

## 分類・名称
1884年にアメリカの生物学者であるTheodore Gillによって、Acanthurus strigosus をタイプ種として提唱された。A. strigosus は、Edward Turner Bennettによって1828年にハワイ諸島から記載された。
クロハギ属は側系統群であり、本属はクロハギ属に含まれることが提唱されている。A. nubilis とクログチニザは本属と分岐群を形成することが判明している。
学名は「剛毛」を意味する cteno と「櫛」を意味する Chaetus の合成語。本属魚類の毛や櫛のような歯を指している。

## 下位分類
2022年現在、9種が属する。
- コクテンサザナミハギ Ctenochaetus binotatus J. E. Randall, 1955 (Twospot surgeonfish)
- キンリンサザナミハギ Ctenochaetus cyanocheilus J. E. Randall & Clements, 2001 (bluelip bristletooth)
- Ctenochaetus flavicauda Fowler, 1938 (White Tall Bristletooth)
- メイキュウサザナミハギ Ctenochaetus hawaiiensis J. E. Randall, 1955 (chevron tang)
- Ctenochaetus marginatus (Valenciennes, 1835) (Striped-fin surgeonfish)
- サザナミハギ Ctenochaetus striatus (Quoy and Gaimard, 1825) (Striated surgeonfish)
- Ctenochaetus strigosus (E. T. Bennett, 1828) (Kole Tang)
- Ctenochaetus tominiensis J. E. Randall, 1955 (Tomini surgeonfish)
- Ctenochaetus truncatus J. E. Randall & Clements, 2001 (Indian gold-ring bristletooth)

## 形態
体は側扁した楕円形で、尾鰭は二叉型。尾柄には一対の骨質板をもつ。体側面には波状の細い縞模様が入り、頭部に斑点が散らばる。キンリンサザナミハギなどは眼の周りが黄色い。クロハギ属と似るが、多数の剛毛のような柔軟な歯が特徴。背鰭は8棘24 - 31軟条から、臀鰭は3棘22 - 28軟条から成る。全長は最小種が15 cm、最大種は27 cm。

## 生態
紅海を含むアフリカの東海岸からインド洋と太平洋を通り東はハワイ諸島まで、インド太平洋に広く分布する。サンゴ礁や岩礁に生息する。海藻や小型の無脊椎動物を捕食する。

## 人間との関係
マイトトキシンの由来となっているようにシガテラ毒を持つ場合があり、普通は食用にならない。観賞魚として飼育される。